# Zoophthorus laticinctus
Zoophthorus laticinctus är en stekelart som först beskrevs av Gaspard Auguste Brullé 1832.  Zoophthorus laticinctus ingår i släktet Zoophthorus och familjen brokparasitsteklar. Arten är reproducerande i Sverige. Inga underarter finns listade i Catalogue of Life.